# 二溴化硒
二溴化硒是一种无机化合物，化学式为SeBr2。它不稳定，固体形式位置但可以作为组分之一存在于四溴化硒的气相平衡中，或存在于溶液中。在乙腈溶液中，硒和SeBr
4反应，得到含有SeBr
2、Se
2Br
2和Br
2的平衡体系。它是共价化合物，在气相具有角形分子構型。